# Изложба „Нови чланови” (1988)
Изложба „Нови чланови” се одржала од јуна до новембра 1988. године у Дому културе Смедерево, Народном музеју Зајечар, Народном музеју Топлице, Галерији „Сопоћанска виђења” у Новом Пазару и Галерији Удружења ликовних уметника Србије.

## Уметнички савет
Избор нових чланова и радова за изложбу је обавио Уметнички савет Удружења ликовних уметника Србије у следећем саставу:
- Живко Ђак, председник Савета
- Александар Цветковић, заменик председника
- Милун Видић
- Владимир Комад
- Томислав Каузларић
- Бранко Миљуш (уметник)
- Исак Аслани
- Бранимир Минић
- Рада Селаковић
- Вјера Дамјановић
- Јаков Ђуричић

## Излагачи

### Сликарска секција
1. Милан Атанасковић
2. Јадранка Бежановић
3. Добрица Бисенић
4. Татјана Брауновић
5. Мајда Војниковић
6. Звонко Грмек
7. Милимир Илић
8. Ненад Илић
9. Вук Јевремовић
10. Ана Капор
11. Драгана Лаловић
12. Оливера Мајцен
13. Милета Микарић
14. Душан Миловановић
15. Љубица Николић
16. Драган Перић
17. Перо Рајковић
18. Горан Ракић
19. Наташа Тасић
20. Катарина Шабак

### Вајарска секција
1. Марија Младенковић
2. Душан Петровић
3. Ђорђе Чпајак

### Секција проширених медија
1. Миодраг Мишко Шуваковић

### Рестуаратско—конзерваторска секција
1. Милорад Злопорубовић
2. Слободан Кајтез
3. Вера Лалошевић
4. Вида Рихтер Попов
5. Милинко Трбовић
6. Драган Јанковић
7. Славољуб Радојковић